# Повітряні сили Тунісу
Повітряні сили Тунісу (фр. Armée de l'air tunisienne: араб. القوات الجوية التونسية) — військово-повітряні сили Тунісу, один з трьох видів національних збройних сил.

## Історія
Військово-повітряні сили Тунісу були сформовані у 1959, через три роки після отримання державою незалежності від Франції. Перший літак, шведський гвинтовий навчально-бойовий Saab 91 «Сафір», надійшов на озброєння у 1960. В подальшому туніська авіація поповнилася ще сімома Саабами-91.
В епоху реактивної авіації ВПС Тунісу увійшли у 1965, після покупки 13 італійських Аермаккі MB-326B/LT. У 1969 році туніська авіація поповнилася п'ятнадцятьма екс-американськими «сайберджетами» F-86F. В період з 1974 до 1978 року парк навчально-бойових літаків оновився 21 Marchetti SF.260W/C (12/9 відповідно). У 1977—1978 — закуплено ще вісім одномісних штурмовиків MB-326KT.
У 1981 році Туніс підписав контракт на закупку дванадцяти легких багатоцільових винищувачів-бомбардувальників F-5E/F (8 F-5E і 4 F-5F), поставки яких відбулися у 1984—1985. Потім до них додалося ще п'ять F-5E (до 1989). У 1985 Туніс законтрактував два транспортники С-130Н «Геркулес», а у 1995 розмістив велике замовлення в Чехії на 12 навчальних L-59 «Супер Альбатрос» і три L-410 «Турболіт». У 1997 у США отримані п'ять C-130B, а у 2013—2014 — два C-130J-30.

## Структура, завдання ВПС
ВПС Тунісу є самостійним видом збройних сил, очолюваним штабом ВПС і підпорядковані міністерству національної оборони. Начальник штабу ВМС — командувач відповідає за бойову та мобілізаційну готовність сил, організацію бойової підготовки, політико-моральний стан особового складу і виконання планів будівництва та модернізації ВПС. Повітряні сили здатні виконувати покладені на нього завдання як самостійно, так і у взаємодії з іншими видами збройних сил.
Перед національними ВПС стоять наступні завдання:
- надання безпосередньої підтримки сухопутним військам і військово-морським силам;
- проведення самостійних повітряних операцій, завдавання ударів по наземних і морських цілях;
- протиповітряна оборона важливих державних, військових і економічних об'єктів, угруповань військ;
- висадка повітряних десантів, доставка та перевезення вантажів;
- порятунок екіпажів літаків, вертольотів і кораблів, що терплять лихо;
- захист морських комунікацій, прилеглих морських акваторій.

У мирний час ВПС також залучаються до проведення спільних з МВС операцій з виявлення і перехоплення морських транспортних засобів контрабандистів і перевізників нелегальної робочої сили в Європу, ведуть спостереження за діяльністю іноземних держав на континентальному шельфі Тунісу, беруть участь у ліквідації наслідків стихійних лих, організують контроль наземної обстановки під час поїздок президента Тунісу країною.
Туніські повітряні сили складаються з чотирьох родів авіації: винищувально-бомбардувальної, штурмової, транспортної і розвідувальної. Армійська авіація представлена вертольотами різного призначення.
Основу організаційної структури ВПС складають авіаційні бази і авіаційні ескадрильї. Залежно від оперативно-тактичного призначення авіаланок однієї ескадрильї вони можуть бути дислоковані на різних авіабазах та організаційно підпорядковані їх командирам.

## Система базування
Основні авіабази: Бізерта/Сіді Ахмед, Бізерта/Ла-Каруба, Ель-Аюн, Гафса, Габес та Сфакс. Всі вони оснащені радіо- і світлосигнальним обладнанням для забезпечення польотів у складних метеоумовах вдень і вночі.

### Туніс-Карфаген
36°50′57″ пн. ш. 010°14′51″ сх. д. / 36.84917° пн. ш. 10.24750° сх. д.
12-а транспортна ескадрилья, L-410 Turbolet

### Бізерта/Сіді-Ахмед
37°14′58″ пн. ш. 009°46′48″ сх. д. / 37.24944° пн. ш. 9.78000° сх. д.
11-а навчально-тренувальна ескадрилья, Aermacchi MB-326
15-а винищувальна ескадрилья, F-5 Tiger II
21-а транспортна ескадрилья, C-130 Hercules, G-222

### Бізерта/Ла-Каруба
37°14′50″ пн. ш. 009°49′29″ сх. д. / 37.24722° пн. ш. 9.82472° сх. д.
31-а вертолітна ескадрилья Bell-205, UH-1 Iroquois
32-а вертолітна ескадрилья, Alouette II, Eurocopter AS350
33-а вертолітна ескадрилья
36-а вертолітна ескадрилья

### Сфакс
34°42′55″ пн. ш. 010°41′47″ сх. д. / 34.71528° пн. ш. 10.69639° сх. д.
13-а легка ескадрилья літаків забезпечення і зв'язку, Marchetti SF.260
14-а легка ескадрилья літаків забезпечення і зв'язку, Marchetti SF.260

### Гафса
34°25′04″ пн. ш. 008°48′45″ сх. д. / 34.41778° пн. ш. 8.81250° сх. д.
16-а навчально-тренувальна ескадрилья, L-59 Super Albatros

## Літальні апарати на озброєнні
|  | Тип літака                            | Країна виробник | Кількість в експлуатації |
|  | ------------------------------------- | --------------- | ------------------------ |
|  | Northrop F-5E/F Tiger II+             | США             | 12                       |
|  | Aero L-59 Super Albatros              | Чехія           | 12                       |
|  | C-130B/H Hercules                     | США             | 7                        |
|  | Lockheed Martin C-130J Super Hercules | США             | 2                        |
|  | Let L-410 Turbolet                    | Чехія           | 4                        |
|  | Eurocopter AS350                      | Франція         | 6                        |
|  | Bell 205                              | США             | 20                       |
|  | Bell 412                              | США             | 3                        |
|  | HH-3E Jolly Green Giant               | США             | 19                       |
|  | SA 316 Alouette III                   | Франція         | 8                        |
|  | SE 313 Alouette II                    | Франція         | 8                        |
|  | Bell UH-1 Iroquois                    | США             | 11                       |
|  | F-5F Tiger II                         | США             | 3                        |
|  | Aero L-39 Albatros                    | Чехія           | 9                        |
|  | Aermacchi MB-326                      | Італія          | 10                       |
|  | SIAI-Marchetti SF.260                 | Італія          | 18                       |